# モハンマド・アル＝ジャハーニ
モハンマド・アル＝ジャハーニ（Mohammed Sheliah Al-Jahani、1974年9月28日 - ）は、サウジアラビアの元サッカー選手。元サウジアラビア代表。ポジションはディフェンダー。

## 来歴
1994年にサウジアラビア代表デビュー。AFCアジアカップ1996では全6試合に出場、優勝した。1998 FIFAワールドカップではグループステージ全3試合に出場した。その後、AFCアジアカップ2000では準優勝、2002 FIFAワールドカップにも出場した。サウジアラビア代表で104試合に出場した。

## 代表歴

### 出場大会
- サウジアラビア代表
  - 1998 FIFAワールドカップ
  - 2002 FIFAワールドカップ

### 試合数
- 国際Aマッチ 104試合 0得点（1994年-2002年）[1]

| サウジアラビア代表 | 国際Aマッチ | 国際Aマッチ |
| 年                 | 出場        | 得点        |
| ------------------ | ----------- | ----------- |
| 1994               | 5           | 0           |
| 1995               | 5           | 0           |
| 1996               | 23          | 0           |
| 1997               | 16          | 0           |
| 1998               | 15          | 0           |
| 1999               | 14          | 0           |
| 2000               | 10          | 0           |
| 2001               | 9           | 0           |
| 2002               | 7           | 0           |
| 通算               | 104         | 0           |